# Luca Antonio Predieri
Luca Antonio Predieri (13. září 1688 Bologna – 3. ledna 1767 tamtéž) byl italský hudební skladatel a houslista.

## Život
Narodil se 13. září 1688 v Bologni do hudební rodiny. Giacomo Maria Predieri (1611–1695) byl varhaník a hudební skladatel, Antonio Predieri (1650–1710) zpěvák, Angelo Predieri (1655–1731) zpěvák a skladatel a Giacomo Cesare Predieri (1671–1753) hudební skladatel. Hru na housle studoval Abondia Biniho a Tomasa Antonia Vitaliho, kontrapunkt u Giacoma Cesare Predieriho, Angela Predieriho a Giacoma Antonia Pertiho. Ve věku 16 let byl členem orchestru baziliky sv. Petra v Bologni.
Jako operní skladatel debutoval 28. října 1710 operou La Partenope v divadle Teatro Marsigli-Rossi, u příležitosti otevření divadla. Na základě úspěchu jeho oper a oratorií se stal v roce 1716 členem Filharmonické akademie (Accademia Filarmonica di Bologna) a v roce 1723 stanul v jejím čele. Kromě toho byl hudebním ředitelem (maestro di capella) v chrámech San Paolo Maggiore, Madonna di Galliera, Santa Maria della Vita a konečně i v katedrále sv. Petra. Do roku 1737, kdy opustil Bolognu, zkomponoval 25 oper, 5 oratorií a mnoho církevních skladeb i světských instrumentálních děl.
Jeho opery byly známy i ve Vídni. V roce 1731 tam měla premiéru jeho opera Amor a v roce 1735 opera Il sogno di Scipione komponovaná na objednávku k narozeninám cisaře Karla VI. Po smrti Antonia Caldary v prosinci roku 1736, jej dvorní kapelník císaře Karla IV. Johann Joseph Fux pozval do Vídně jako svého asistenta. Po Fuxově smrti v roce 1741 vykonával povinnosti prvního kapelníka ačkoliv oficiálně jím byl jmenován až v roce 1746. U vídeňského dvora pak sloužil až do roku 1751, kdy odešel do důchodu. Podržel si však svůj plat i titul, ačkoliv povinnosti kapelníka převzal Johann Georg Reutter.
V roce 1765 se vrátil do rodné Bologni, kde také 3. ledna 1767 zemřel ve věku 78 let. Jeho syn Giovanni Battista Predieri (1725–1765) pokračoval v rodinné tradici a stal se rovněž varhaníkem a hudebním skladatelem.

## Dílo
Ačkoliv jeho opery byly většinou zapomenuty a mnohé partitury ztraceny, jeho chrámová hudba a některé árie jsou stále hrány.

### Opery
- La Partenope (libreto Silvio Stampiglia, Bologna, Teatro Marsigli-Rossi, 1710)
- La virtù in trionfo o sia La Griselda, dramma per musica, libreto Tomaso Stanzani podle Apostola Zena, Bologna, Teatro Marsigli-Rossi, 1711)
- La Giuditta (libreto Francesco Silvani, Ancona, Teatro La Fenice, 1713)
- Lucio Papirio (libreto Antonio Salvi, Pratolino, Villa Medici, 1714
- Astarte (libreto Apostolo Zeno and Pietro Pariati, Řím, Teatro Capranica, 1715)
- Il pazzo per politica (libreto Giovanni Battista Gianoli, Livorno, Teatro San Sebastiano, 1717)
- Il duello d'amore e di vendetta (dramma giocoso, libreto Francesco Salvi, Livorno, Teatro San Sebastiano, 1718)
- La fede ne' tradimenti (libreto Girolamo Gigli, Florencie, Teatro della Pergola, 1718)
- Merope (libreto Apostolo Zeno a Pietro Pariati, Livorno, Teatro San Sebastiano, 1718)
- Anagilda, libreto Girolamo Gigli, Turín, Teatro Carignano, 1719)
- Il trionfo della virtù (libreto Francesco Pecori, Florencie, Teatro della Pergola, 1719)
- Il trionfo di Solimano, ovvero Il trionfo maggiore è vincere se stesso (libreto Francesco Pecori, Florencie, Teatro della Pergola, 1719)
- La finta pazzia di Diana (dramma pastorale, Florencie, Teatro della Pergola, 1719
- Astarto (dramma per musica, libreto Apostolo Zeno a Pietro Pariati, Florencie, Teatro della Pergola, 1720)
- Tito Manlio (libreto Matteo Noris, Florencie, Teatro della Pergola, 1720)
- Sofonisba (libreto Francesco Silvani, Řím, Teatro Alibert, 1722)
- Scipione (libreto Apostolo Zeno, Řím, Teatro Alibert, 1724)
- Cesare in Egitto (libreto Giacomo Francesco Bussani, Řím, Teatro Capranica, 1728)
- Astianatte (libreto Antonio Salvi, Alexandrie, Teatro Soleri,1729)
- Eurene (libreto Claudio Nicola Stampa, Milán, Teatro Regio Ducal, 1729)
- Ezio (libreto Pietro Metastasio, Milán, Teatri Regio Ducal, 1730)
- Alessandro nell'Indie (libreto Metastasio, Milán, Teatro Regio Ducal, 1731)
- Scipione il giovane (libreto Giovanni Francesco Bortolotti, Benátky, Teatro San Giovanni Grisostomo, 1731)
- Amor prigionero (libreto Metastasio, Vídeň, 1732)
- Il sogno di Scipione (libreto Metastasio, 1735, Vídeň)
- Zoe, libreto Francesco Silvani, Benátky, Teatro San Cassiano, 1736)
- Gli auguri spiegati (libreto Giovanni Claudio Pasquini, Laxenburg, 1738)
- La pace tra la virtù e la bellezza (libreto Metastasio, Vídeň, 1738)
- Perseo (festa di camera, libreto Giovanni Claudio Pasquini, Vídeň, 1738)
- Astrea placata, ossia La felicità della terra (festa di camera, libreto Metastasio, Vídeň, 1739)
- Zenobia (libreto Metastasio,Vídeň, Favorita Palace, 1740)
- Armida placata (pasticcio, spolupráce Georg Christoph Wagenseil, Johann Adolph Hasse, Giuseppe Bonno a Girolamo Abos, libreto Giovanni Ambrogio Migliavacca, Vídeň, 1750, u příležitosti narozenin císařovny Alžběty Kristýny Brunšvicko-Wolfenbüttelské

### Oratoria
- Santi Cipriano e Giustina martiri (Bologna, chrám Maria della Vita, 1712)
- L'Adamo (text Girolamo Melani, Bologna, chrám La Madonna di Galliera, 1723)
- La caduta di Gerusalemme (Bologna, chrám Santa Maria della Vita, 1727)
- San Pellegrino Laziosi (Bologna, chrám La Madonna di Galliera, 1729)
- Gesù nel tempio (Bologna, chrám Santa Maria della Vita, 1735)
- Il sacrificio d'Abramo (text Francesca Menzoni-Giusti, Vídeň, 1738)
- Isacco figura del Redentore (Vídeň, 1740)

### Chrámová hudba
Kromě níže uvedeného Predieri zkomponoval mnoho mší, antifon a žalmů pro kostely v Bologni a pro císařský dvůr ve Vídni
- Stabat Mater (pro smíšený sbor, dvoje housle, violu, violoncello, kontrabas a varhany)
- Lamentace pro Pašijový týden:
  - Mercoledì Santo (soprán a basso continuo)
  - Giovedì Santo (kontraalt a basso continuo)
  - Venerdì Santo (soprán a basso continuo)
- Moteta: Dulcis plaga, Ecce dies, Super astra in corde meo, Tuba canit (pro zpěv a orchestr)
- Te Deum (smíšený sbor a orchestr)
- Inno alla Beata Vergine Maria (hymnus pro smíšený sbor a orchestr)
- Ave Maris Stella (smíšený sbor a orchestr; 3 verze komponované v letech 1738, 1740, 1746)
- Magnificat (smíšený sbor a orchestr; 3 verze komponované v letech 1739, 1740, 1746)
- Missa Sanctissimi Francisci (mše pro smíšený sbor, 2 trubky, 2 housle a 2 pozouny, 1746)
- Missa Nativitatis (vánoční mše pro smíšený sbor, trubky a housle, 1747)

### Instrumentální hudba
- Koncert b-moll pro housle a smyčcový orchestr
- "Quel ruscel che tra sassi si frange" (kantáta)
- "Or che Lidia adorata" (kantáta)
- Sonáty pro cembalo G-dur, C-dur a D-dur
- Sinfonia B-dur